# ソフィ・ジェルマン
マリー＝ソフィ・ジェルマン（Marie-Sophie Germain、1776年4月1日 – 1831年6月27日）は、フランスの女性数学者、物理学者、哲学者。

## 概要
両親の当初からの反対や社会的な困難があったにもかかわらず、レオンハルト・オイラーの本などの父親の書庫の本を読み、ジョゼフ＝ルイ・ラグランジュ、アドリアン＝マリ・ルジャンドル、カール・フリードリヒ・ガウスといった著名な数学者と文通を行い研究を行った。
弾性理論の先駆者の1人でもあり、それについての論文を書き、パリ科学アカデミーから大賞を受賞している。彼女のフェルマーの最終定理に関する研究は、その後何百年もの間数学者が探究していく上での基礎を作った。
性別に対する偏見があったため、数学のキャリアを歩むことはできなかったが、一生を通して1人で研究を行った。彼女の生前に、ガウスは彼女に対して名誉学位を授与することを勧めていたが、実現しなかった。
彼女の生誕100周年を記念して、通りと女子高に彼女にちなんだ名前が付けられた。科学アカデミーは2003年にソフィー・ジェルマン賞を設立している。

## 若年期

### 家族
1776年4月1日、フランスのサン＝ドニ通り生まれ。ほとんどの出典によると、父のアンブロワーズ＝フランソワは裕福な絹商人であったが、金細工職人であるとするところもある。1789年に彼は三部会へ貴族の代表として選ばれ、憲法制定会議へ変わっていくのを目撃している。したがって、ソフィは父親が友人と政治や哲学について議論しているのを見ていたと考えられる。政治的なキャリアの後、銀行の頭取になったと主張されている。少なくとも、ジェルマンが大人になっても彼女を扶養できるぐらいに裕福であった。
アンジェリク＝アンブロワーズという名前の妹と、マリー＝マデリーンという名前の姉がいた。母の名前もマリ＝マデリーンであったが、この過剰の「マリー」が、彼女が「ソフィー・ジェルマン」の名前で通っていた理由であるかもしれない。甥のアルマン＝ジャック・レルベット（マリ＝マデリーンの息子）はジェルマンの死後、彼女の業績の一部を発表した。

### 数学への誘い
13歳の時、バステューユ襲撃が起こり、都市の革命的な空気は彼女を引きこもらせた。気晴らしのために父の書庫に向かったところ、J・E・モンテュクラのL'Histoire des Mathématiques（数学の歴史）を見つけ、アルキメデスの死の話に興味をそそられた。
当時の純粋数学の全てといわれている幾何学の方法が、アルキメデスにとって非常に魅力的なものであれば、それは研究する価値のある主題であると考えた。よって父の書斎にある数学の本を全て徹底的に読み、ラテン語とギリシア語を独学し、ニュートンやオイラーなどの本でさえも読めるようになった。エティエンヌ・ベズーの Traité d'Arithmétique やジャック・アントワーヌ＝ジョゼフ・クーザンの Le Calcul Différentiel も楽しんで読んだ。後にクーザンは彼女の家を訪れ、彼女の勉強を激励している。
両親はジェルマンが突然数学に惹かれたことに全く賛成しなかったが、それは、女性には不適当だと考えていたからであった。夜になると、両親は暖かい服や火を与えず寝室で勉強するのも妨げようとしたが、彼女は両親が去った後ロウソクを取り出し布団に包まり数学をした。リン・オッセンが書いているように、両親がソフィが「朝、机で寝ていて、インク入れのインクが凍っていて、石板が計算で埋め尽くされている」のを発見したとき、ソフィが本気で穏やかな気持ちであることに気づいたという。その後、母は隠れて彼女を支えていた。

### エコール・ポリテクニーク

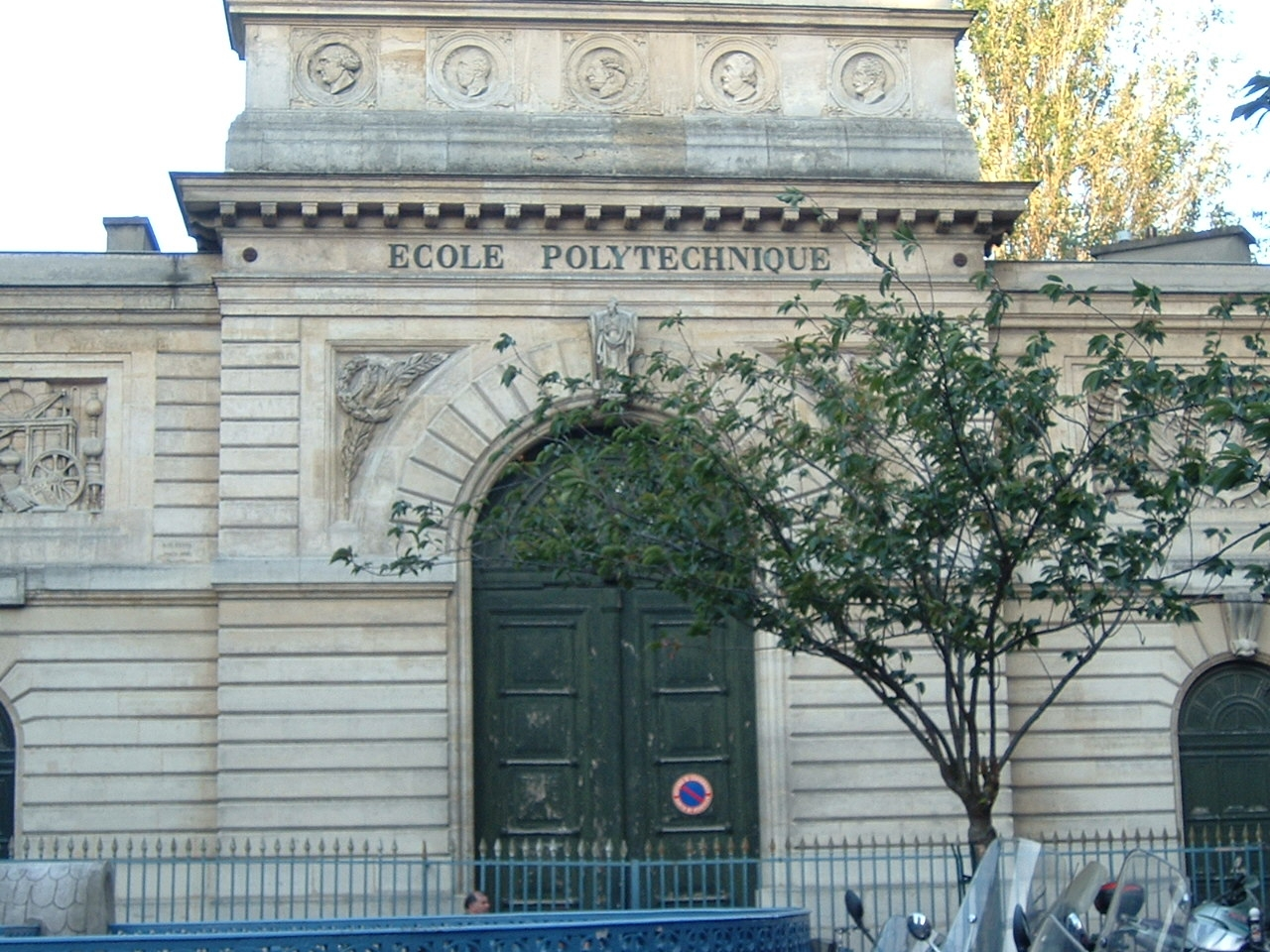
エコール・ポリテクニークの歴史的建造物の入り口

1794年、ジェルマンが18歳の時、エコール・ポリテクニークが設立された。女子であったため、入学を断られたが、新たな教育制度は「求めた全ての人が使える講義ノート」を作成した。この新たな方法は学生に「紙面による観察の提出」を求めた。ジェルマンは講義ノートを手に入れ、自分の研究を教員であるラグランジュへ送り始めた。このとき彼女は、かつて実際にエコール・ポリテクニークに在籍していた男子生徒であるアントワーヌ＝オーギュスト・ルブランの名義を用いた。このことは、後にガウスに「女性科学者に対する嘲笑が怖かったから」と説明している。ラグランジュはルブランの知性を知ると、会うことを求めたため、本当の正体を明かさなくてはならなくなった。幸運にも、ラグランジュはジェルマンが女性であることを気にしなかったため、彼女の指導者となり、ジェルマンの家にも訪れ精神的支えにもなった。

## 数論における初期の研究

### ルジャンドルとの文通
1798年、ルジャンドルが Essai sur la théorie des nombres を出版すると、数論に興味を持った。それを勉強した後、ルジャンドルと数論、後には弾性についての文通を始めた。ルジャンドルは Théorie des Nombres の第2版の補遺で彼女の研究をいくつか紹介し、très ingénieuse （非常に独創性がある）と評している。

### ガウスとの文通

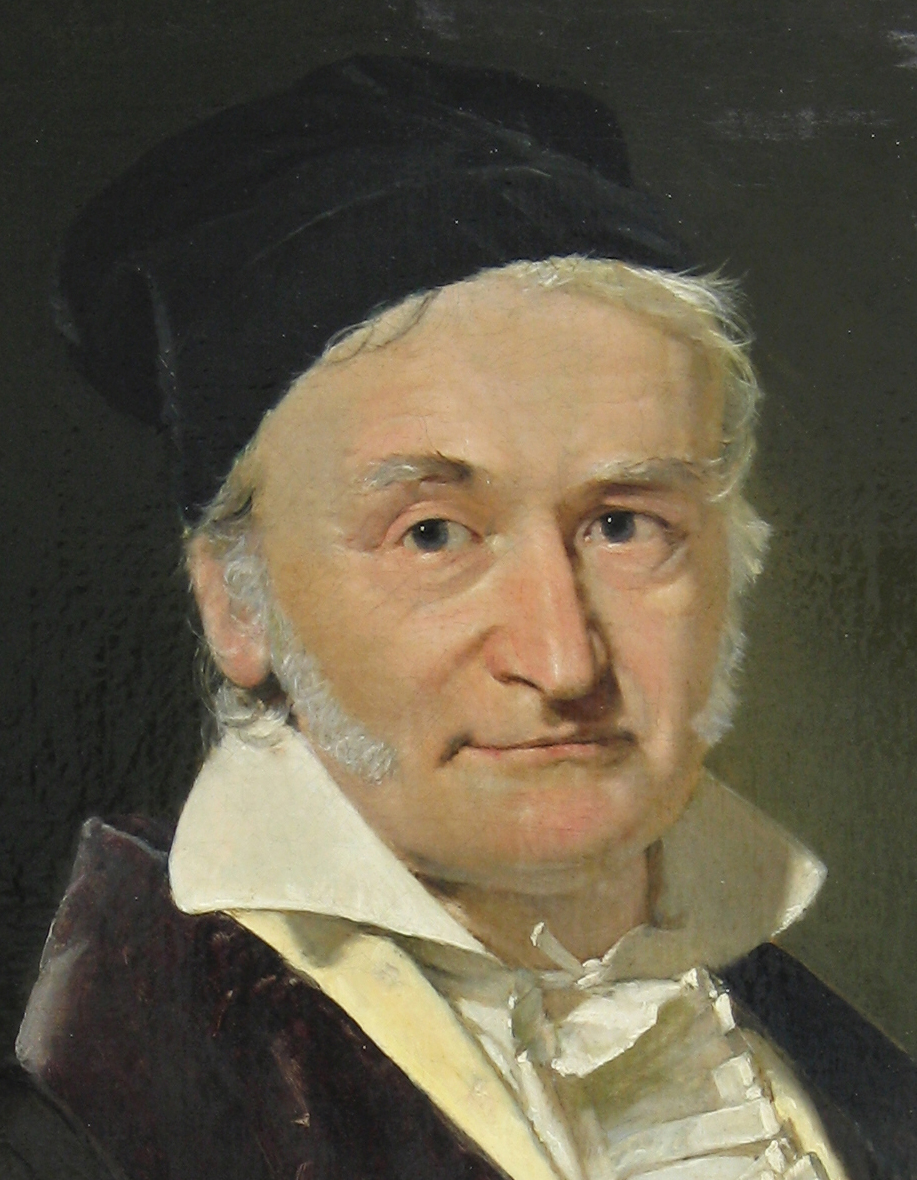
カール・フリードリヒ・ガウス

ガウスの記念碑的著作 Disquisitiones Arithmeticae を読むと、再び数論へ興味を持った。3年間演習をしたり、いくつかの定理に自分自身の証明を与えたりした後、ルブランという偽名を用いて1歳年下の著者であるガウスへ手紙を出した。初めの手紙は1804年11月21日に出され、前述のガウスの著作について議論し、フェルマーの最終定理についてのいくつかの研究結果を示した。この手紙の中でn が p – 1 (p は p = 8k + 7 という形の素数) のときの場合は証明したと主張している。しかし、その証明には弱い仮定があり、ガウスはその証明については返事の中で言及していない。
1807年頃（ソースは異なる）、ナポレオン戦争の間、フランス軍はドイツの都市ブラウンシュヴァイクを占領しており、そこにガウスは住んでいた。ジェルマンはアルキメデスと同じ運命になることを心配し、家族の友人であったペルネティ将軍に対し、ガウスの安全の確保を懇願する内容の手紙を書いた。ペルネティ将軍は大隊の長を派遣し、個人的にガウスと会い彼の安全を確認した。ガウスが無事であることが分かったのはいいが、ガウスはソフィーという名前を言われたことに混乱していた。
その出来事から3か月後、ジェルマンは自分の本当の正体についてガウスに明かした。ガウスはこのように返答した。

私の尊敬する文通相手のルブランがこのように祝福すべき人に変容するのを見たとき、この驚きと称賛をどう表現したらいいだろうか。・・・その性・習慣・偏見により数論の難問をよく理解する上では、男性よりもずっと多くの障害に直面するだろう。しかしこれらの足かせに打ち勝ち、最も隠されたものを理解したとき、その女性は疑いなく崇高な勇気、並外れた才能、優れた天賦の才を持つといえる。

ガウスはオルバースにあてた手紙の中で、ジェルマンは誠実な人物と評している。1807年の同じ手紙の中で、もし xn + yn が h2 + nf2 という形であれば、x + y もその形になると主張した。ガウスは反例 1511 + 811 は h2 + 11f2 という形に書けるが、15 + 8 は書けないを以て返答している。
ガウスはジェルマンを良く考えていたものの、彼女への返事はよく遅れ、彼女の研究を論評することはふつうなかった。最終的には、ガウスの興味が数論から離れ、1809年手紙の往来は止まった。このような交友関係にもかかわらず、2人は実際に会うことはなかった。

## 弾性体の研究

### 科学アカデミーの賞への最初の試み

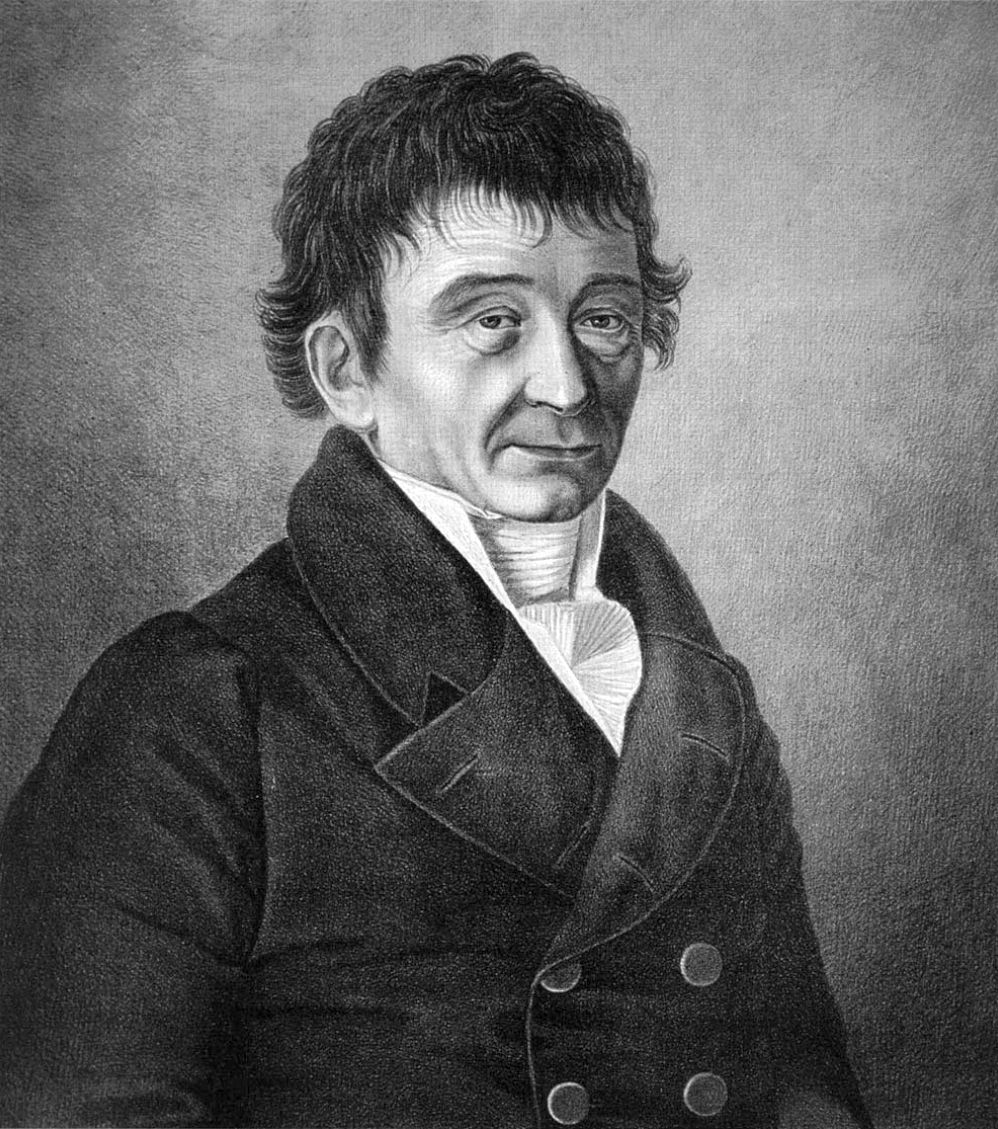
エルンスト・フローレンス・フリードリヒ・クラドニ

ガウスとの文通が終わったころ、パリ科学アカデミーが主催したエルンスト・クラドニの金属板の振動実験に関するコンテストに興味を持った。アカデミーが述べたこのコンテストの目的は、「弾性体表面の振動に数学的理論を与え、実験的な結果と理論を比較すること」にあった。この問題の解決には解析学の新たな分野が必要であるというラグランジュの発言は人々を思いとどまらせた。ポアソンとジェルマンの2人を除いて。その後ポアソンはアカデミーに選出され、審査員となってしまったため、コンテストの参加者はジェルマンだけになってしまった。
1809年、研究を開始した。ルジャンドルは彼女に方程式、資料、最新の研究を与え援助した。1811年の秋初頭に論文を提出したが、賞は受賞できなかった。審査委員会は「実験は独創的な結果を示している」が「運動の真の方程式は確立されていない」とした。ラグランジュはジェルマンの研究を用いることで、「特別な仮定の下で正しい」方程式を導くことができた。

### 次の賞への試み
そのコンテストは2年間延期され、再び賞をとる決意をした。ルジャンドルは初め援助を続けていたが、その後全ての援助をやめた。ジェルマンの匿名の1813年に提出された論文は特に二重積分の誤りなどの数学的誤りが散在していたため、「弾性体表面の理論の基礎的基盤は確立されていない」として等外賞しか受けることができなかった。。コンテストは再び延期され、3度目の挑戦を行った。今度はポアソンに相談をした。1814年にポアソンは弾性について研究を自分自身のものとして発表し、ジェルマンの協力があったことを認めなかった（ポアソンは彼女とその題目について研究していたが、アカデミーの委員会の審査員として、彼女の研究を利用することができた）。
3度目の論文 "Recherches sur la théorie des surfaces élastiques"を本名で投稿し、1816年1月8日、パリ科学アカデミーで大賞を受けた最初の女性となった。彼女は授賞式には現れなかった。最終的には非常に高い賞金を授与されたが、アカデミーは依然として完全には満足していなかった 。彼女は正しい微分方程式を導いたが、彼女の手法では実験結果を非常に正確には予測することができなかった。なぜならオイラーの誤った方程式に頼り、誤った境界条件が出てきてしまったからである。以下にジェルマンが最後に導出した方程式を示す。
{\displaystyle N^{2}\left({\frac {\partial ^{4}z}{\partial x^{4}}}+{\frac {\partial ^{4}z}{\partial x^{2}\partial y^{2}}}+{\frac {\partial ^{4}z}{\partial y^{4}}}\right)+{\frac {\partial ^{2}z}{\partial t^{2}}}=0}
N2 は定数である。
アカデミーのコンテストで大賞を受賞したのちも、会員の妻以外の女性は参加できないというアカデミーの伝統のために、集まりに出席することが依然としてできなかった。7年後、彼女がアカデミーの書記官であるジョゼフ・フーリエと友人となり、集まりに参加するためのチケットを取ってくれたことで、この状況は一変した。

### 弾性体の後期の研究

Récherches sur la théorie des surfaces élastiques, 1821

1821年、自費で賞を受賞したものについての論文を出版した。その理由は主にポアソンの研究に反対する自身の研究を発表したいためであった。その論文において、自身の手法についてのいくつかの誤りを指摘している。
1826年に1821年に書いた論文を修正したものをアカデミーに提出した。アンドレア・デル・センチナによると、この修正には「簡略化した仮定を導入すること」により、自身の研究を明確化する意図が含まれていた。このことはアカデミーを微妙な状況へとさせた。なぜなら、その論文を「不十分で些末なもの」と感じていたものの、「彼女の研究を単に否定するという男性と同じ対応をすることで、彼女をプロの同僚として扱いたくはない」というのも感じていた。よって彼女の研究を評価するよう指名されたオーギュスタン＝ルイ・コーシーは彼女に発表するように勧め、彼女はそれに従った。
もう1つの弾性体に関する研究は死後の1831年に発表された"Mémoire sur la courbure des surfaces"である。その研究では平均曲率を用いている。

## 後期の数論研究

### 数論への再度の興味
ジェルマンの最も優れた研究は数論の分野においてであり、数論において最も多大な貢献はフェルマーの最終定理を扱ったことである。弾性に関するコンテストの後の1815年、アカデミーはフェルマーの最終定理の証明に関する賞を提案した。この出来事により数論に対する興味が再び呼び起こされ、ガウスに10年ぶりに手紙を書いた。
この手紙の中で、数論の方が好みの分野であり、弾性について研究しているときはいつでもこのことが頭の中にあったと書いている。特殊な場合の証明を含む、フェルマーの最終定理の一般的な証明に向けての戦略の概要を説明した。ジェルマンのガウスへの手紙の中には証明へ向けての具体的な進展が含まれていた。ガウスに対して定理へのアプローチが追究する価値があるか尋ねているが、ガウスは返答しなかった。

### フェルマーの最終定理の研究

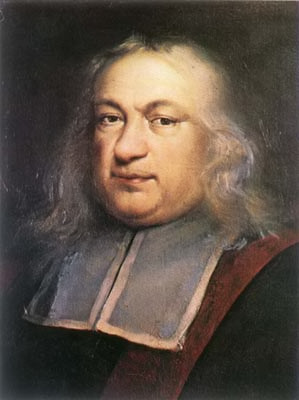
ピエール・ド・フェルマー

フェルマーの最終定理は2つの場合に分けることができる。ケース1の場合は p が x, y, or z のいずれも割り切れない場合。ケース2は p が x, y, or z のうち少なくとも1つは割り切れる場合である。以下に示す一般的にはソフィ・ジェルマンの定理と呼ばれる定理を提案した。

p を奇素数とする。もし補助素数 P = 2Np + 1 (Nは3で割り切れない任意の正の整数) が存在するとすると、
1. もし xp + yp + zp = 0 (mod P) とすると P は xyz を割り切る。そして
2. p は mod P においてp乗剰余ではない。

このときn=pの場合のフェルマーの最終定理のケース1は真である。

この結果を用いて100より小さい全ての奇素数についてフェルマーの最終定理のケース1の証明を行ったが、アンドレア・デル・センチナによると、「pが197より小さい場合まで実際には証明していた」という。L・E・シクソンは後にこの定理を用いて、1700以下の奇素数について証明している。
Remarque sur l'impossibilité de satisfaire en nombres entiers a l'équation xp + yp = zp という題の未発表の原稿において、p>5 のフェルマーの定理に対する反例は全て「その大きさが想像力を脅かす」数字でなくてはならず、約40桁であることを示している。この研究は発表されなかった。この華麗な定理は、ルジャンドルの数論の論文における脚注によってのみ知られている。そこでは p = 5 のときのフェルマーの最終定理を証明するのに使われている（ルジャンドルとの文通参照）。後にラグランジュの功績となったもしくは再発見されたいくつかの結果も証明、もしくは、ほぼ証明していた。デル・センチナは「200年もの間、彼女の発想は中心にあった」と述べている。しかし、結局彼女の方法はうまくははたらかなかった。

## 哲学における研究
数学に加え、哲学、心理学の研究も行った。彼女は事実を分類し、それらをその時代にちょうど現れた学問である心理学や社会学を構成する法則に一般化したいと考えていた。彼女の哲学はオーギュスト・コントにより非常に賞賛された。
彼女の哲学の研究である Pensées diverses と Considérations générales sur l'état des sciences et des lettres, aux différentes époques de leur culture はともに死後発表された。これは哲学研究の原稿を集め、発表した甥のヘルベートの努力の一部おかげでもある。Pensées は注釈付きの科学と数学の歴史について書いている。コントにより賞賛された Considérations では、自然科学と人文科学の間に違いはないと主張している。

## 晩年
1829年、自分が乳がんを患っていることを知った。病気であるにもかかわらず、研究を続けた。1831年にクレレ誌で、弾性体表面の曲率についての論文を発表し、{\displaystyle \textstyle {\frac {4(x^{p}-1)}{x-1}}=y^{2}\pm pz^{2}} における y と zを見つけたことについて書いた。メアリー・グレイはこのように記録している「彼女はまた Annales de chimie et de physique に弾性固体のつり合いと運動についての法則の発見につながった原理の調査について書いている」。1831年6月27日、サヴォア通り13にある家で亡くなった。
その知的業績にもかかわらず、死亡診断書には"mathématicienne."(数学者)ではなく、"rentière – annuitant" (財産保有者)と書かれていた。しかし、彼女の研究が誰からも評価されていないわけではなかった。死後6年後の1837年、ゲッティンゲン大学で名誉学位の問題が浮上したとき、ガウスは「ジェルマンは女性であっても最も厳格で抽象的な自然科学の世界で価値あるものを達成することができることを世界に証明した。よって名誉学位を与えるに値する人物であることは間違いない」と悲嘆している。

## 栄誉

### 記念碑など

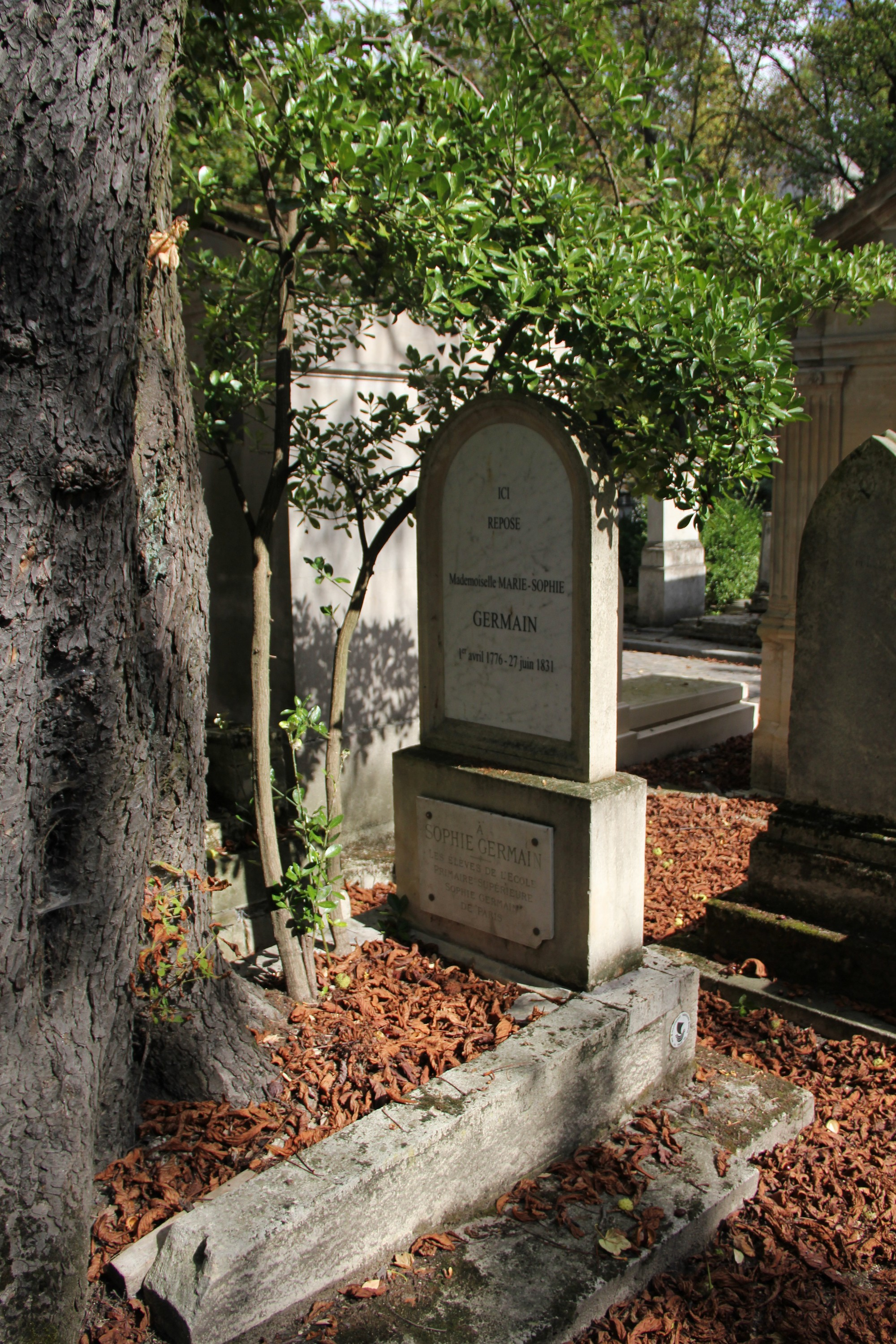
ペール・ラシェーズ墓地にあるソフィ・ジェルマンの墓

パリのペール・ラシェーズ墓地にある墓は崩れた墓石であるため際立っている。 生誕100周年を記念して、通りと女子校が彼女にちなんで命名され、亡くなった家に額が設置された。その学校にはパリ市議会により作られた胸像が置いてある。

### 数論における栄誉
E・デュブゥは sophien という素数 n を、θ = kn + 1 としたとき、θが素数となるときの素数と定義した。このときの n は x と y が n に対して素であるとき、xn = yn + 1 (mod θ)が解を持たないような θ を生じるような値。
ソフィー・ジェルマン素数 p は 2p + 1 も素数となる場合の素数である。
平均曲率とも呼ばれるジェルマン曲率は、k1 と k2 がそれぞれ法曲率の最大値、最小値としたとき、{\displaystyle {\frac {k_{1}+k_{2}}{2}}}と表される。
ソフィー・ジェルマンの恒等式は{x,y}についての以下の式をいう。
{\displaystyle x^{4}+4y^{4}=((x+y)^{2}+y^{2})((x-y)^{2}+y^{2})=(x^{2}+2xy+2y^{2})(x^{2}-2xy+2y^{2}).}

## 批評

### 当時の称賛や批判
ヴェスナ・ペトロヴィッチは1821年の賞を受賞した論文の出版に対する学問世界の反応が「丁寧なものから無関心なものまで」あったことを発見した。しかし高く評価した批評家もいた。1821年の論文の中で、コーシーは「著者の名前と主題の重要性のどちらもが数学者が注意を向ける価値がある研究である」と述べている。H・J・モザンスの著書"Woman in Science"にも記載されているが、マリリン・ベイリー・オジルビーは伝記は「不正確であり、注釈や参考文献は信用できるものではない」と主張している。しかし、アンリ・ナビエはこのように言っている。「この論文は読むことができる男性はほとんどいないが、1人の女性が書いたものである」。
ジェルマンと同時代の人々も彼女の数学の研究に関連していいことを発言していた。オッセンは「プロニー男爵が彼女を19世紀のヒュパティアと評した」と「"Journal des sçavans"でJ・J・ビオが、彼女はおそらくどんな女性よりも深く数学に精通していただろう」を関連付けている。ガウスは間違いなく彼女を高く評価し、ヨーロッパの文化が数学をする女性に特別な困難を与えたという認識をした。

### 現在の称賛や批判
一般的な現代の認識は、数学者として優れた才能を持っていたが、無計画な教育により、彼女が本当に活躍するうえで必要である強固な基礎ができなかったというものである。グレイは「彼女の弾性体の研究は概して厳格性が欠けているところが欠点である。その厳格性の欠如は分析の基礎における正式な訓練不足に起因するものと思われる」と説明している。ペトロヴィッチは「このことは彼女がもはや称賛される若き神童ではなく、同等の数学者であると判断されたときに大きなハンディキャップとなるものであった」と言い加えている。
彼女の振動理論の問題に反論することなく、グレイは「彼女の研究は弾性体の一般理論の発展において基礎的なものとなった」と述べている。しかしエッフェル塔が建てられた際、建築家が72人の偉大なフランスの科学者の名前を刻んだが、塔の建築における彼女の研究の貢献度にもかかわらず、ジェルマンの名前はその中になかったとモザンスは書いている。「このリストから排除されたのは彼女が女性だったからでしょうか？おそらくそうでしょう」とモザンスは問いかけている。
彼女の初期の数論研究について、J・H・サンプソンは「規則に沿った数式処理においては賢明であったが、Disquisitionesを本当に理解しているという証拠はどこにもなく、私たちにもたらされた彼女のその時期の研究はむしろ表面的な問題しか触れていないと思われる」と述べている。グレイは「学ぶであろう実質的な批評を提供するよりも彼女の研究を称賛する同情的な数学者の傾向は、彼女の数学的な成長を邪魔した」と加えている。しかし、マリリン・ベイリー・オジルビーは「ソフィー・ジェルマンの創造性は純粋数学と応用数学自体で明らかとなった。・・・彼女はいくつかの重要な問題に対して、想像的で挑発的な解決法を提示した」と認識し、ペトロヴィッチは「彼女がユニークな洞察やアプローチができたのは、訓練不足すぎるゆえかもしれない」と言っている。彼女の伝記を書いたルイス・ブキャレリとナンシー・ドゥオスキーは次のように要約している「全ての証拠によると、ソフィー・ジェルマンは男にしか施されなかった厳密性の訓練がなかったゆえに、決して達成されなかった数学的な輝きをもっている」。

## 大衆文化において
デヴィッド・オーバーンの2001年の演劇Proofに引用されている。主人公の苦労する若い女性数学者キャサリンはジェルマンの研究の中に強いインスピレーションを感じる。同劇を脚色したジョン・マッデン監督の映画の中のキャサリン（グウィネス・パルトロウ）とハル（ジェイク・ジレンホール）の会話でも言及されている。
アーサー・C・クラーク と フレデリック・ポールによるフィクション "The Last Theorem" においては、フェルマーの最終定理を解くためのインスピレーションを与えたRanjit Subramanianであると信じられている。
2022年、若年期のジェルマンを題材とした漫画『天球のハルモニア』が執筆された。

## ソフィー・ジェルマン賞
ソフィー・ジェルマン賞 (Prix Sophie Germain) は毎年ソフィー・ジェルマン財団により賞が贈られ、パリの科学アカデミーより授与される賞である。数学基礎論を研究するフランスの数学者に名誉を与えることを目的とする。この賞はフランス学士院の後援の元、2003年に8000ユーロで設立された。

## 引用
1. 1 2 3  Del Centina 2008, p. 373.
2. ↑  Case & Leggett 2005, p. 39.
3. ↑  Mackinnon, Nick (1990). "Sophie Germain, or, Was Gauss a feminist?". The Mathematical Gazette 74 (470): 346–351, esp. p. 347.
4. 1 2  Del Centina 2005, sec. 1.
5. 1 2 3 4  Gray 1978, p. 47.
6. 1 2 3  Moncrief 2002, p. 103.
7. 1 2 3 4  Gray 2005, p. 68.
8. ↑  Osen 1974, pp. 83–84.
9. ↑  Ogilvie 1990, p. 90.
10. ↑  Osen 1974, p. 84.
11. 1 2 3 4 5 6 7 8  Gray 1978, p. 48.
12. ↑  Gray 1978, pp. 47–48.
13. 1 2  Osen 1974, p. 85.
14. ↑  Gray 2005, p. 69.
15. ↑  Singh, Simon (1997年). “Math's Hidden Woman”.   WGBH Educational Foundation. 2014年7月20日閲覧。
16. 1 2  Mackinnon 1990, p. 348.
17. 1 2 3  Del Centina 2005, sec. 2.
18. 1 2 3  Sampson 1990, p. 158.
19. ↑  Del Centina 2008, p. 352.
20. ↑  Sampson 1990, p. 157.
21. 1 2 3 4 5 6 7 8 9 10 11 12  Gray 2005, p. 71.
22. 1 2  Dickson 1919, p. 733.
23. 1 2 3 4  Del Centina 2008, p. 355.
24. ↑  Osen 1974, p. 88.
25. 1 2 3 4  Dunnington 1955, p. 67.
26. ↑  Mackinnon 1990, p. 349.
27. ↑  Bell 1937, p. 262.
28. ↑  Waterhouse 1994.
29. 1 2 3 4  Gray 1978, p. 49.
30. ↑  Osen 1974, pp. 88–89.
31. 1 2 3 4  Petrovich 1999, p. 384.
32. 1 2 3 4 5  Gray 1978, p. 52.
33. 1 2 3  Petrovich 1999, p. 386.
34. 1 2 3  Petrovich 1999, p. 385.
35. ↑  Ogilvie 1990, p. 91.
36. 1 2  Ullmann 2007, p. 31.
37. ↑  Del Centina 2005, sec. 4.
38. 1 2  Del Centina 2008, p. 357.
39. ↑  Del Centina 2008, pp. 356–357.
40. ↑  Del Centina 2008, p. 362.
41. 1 2  Del Centina 2008, p. 349.
42. 1 2 3  Del Centina 2008, p. 372.
43. ↑  Dickson 1919, p. 763.
44. 1 2 3  Cipra 2008, p. 899.
45. ↑  Del Centina 2008, p. 371.
46. ↑  Gray 2005, p. 73.
47. 1 2  Osen 1974, p. 91.
48. ↑  Gray 1978, p. 53.
49. 1 2  Ogilvie 1990, p. 92.
50. ↑  Del Centina 2005, sec. 5–6.
51. 1 2 3 4  Mozans 1913, p. 156.
52. 1 2  Gray 1978, p. 50.
53. 1 2  Mackinnon 1990, p. 347.
54. ↑  Dickson 1919, p. 769.
55. ↑  Mozans 1913.
56. ↑  Ogilvie 1990, p. 201.
57. ↑  Osen 1974, p. 90.
58. ↑  Gray 1978, p. 51.
59. ↑  Petrovich 1999, p. 384–385.
60. ↑  “実在の数学者をモデルに、数学者になる夢を追う少女描く「天球のハルモニア」1巻”. コミックナタリー (ナターシャ). (2022年7月7日) 2022年8月6日閲覧。
61. ↑  “Prix Sophie Germain – Fondation de l'Institut de France”.   Institut de France – Académie des sciences. 2014年7月20日閲覧。